# Campazas
Campazas est une commune d'Espagne dans la province de León, communauté autonome de Castille-et-León. Elle s'étend sur 20,88 km2 et comptait environ 146 habitants en 2011.